# Liste der Fernstraßen in Sierra Leone

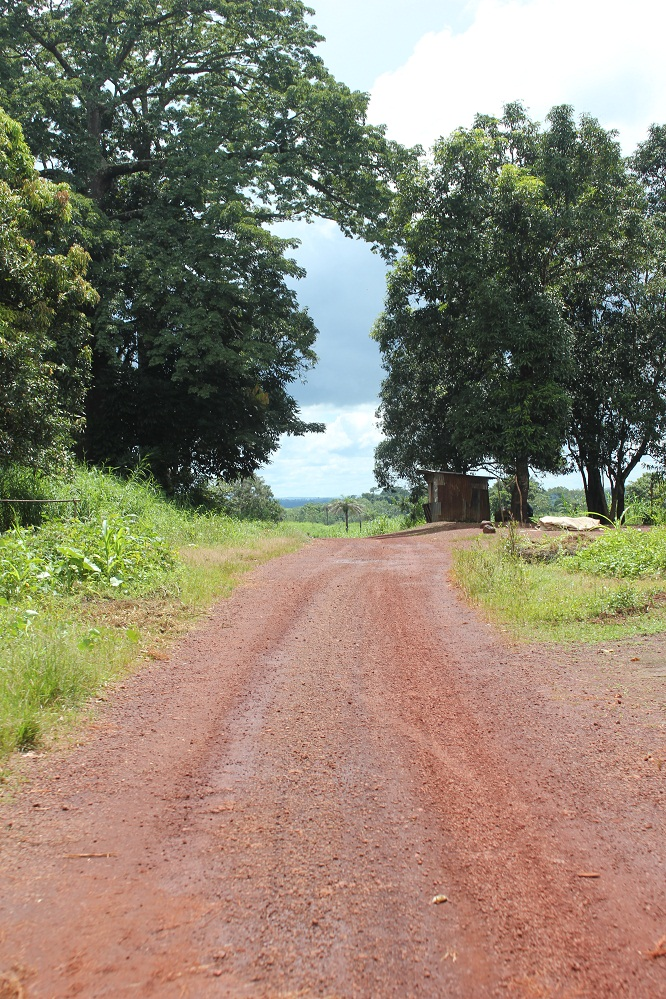
Straße des Typs F in Sierra Leone

Dies ist eine Liste der Fernstraßen in Sierra Leone. 

## Hintergrund
Das gesamte sierra-leonische Straßennetz ist 11.555, 11.700 oder 11.999 Kilometer lang und zum Großteil (91 Prozent) nicht asphaltiert. Es gibt keine Highways (vgl. Autobahn), wobei ein erster Highway seit 2016 zwischen Masiaka und Wellington errichtet wird. Dieser wird von der Volksrepublik China finanziert und durch eine Maut refinanziert.

## Geschichte
Mit dem ersten Straßenbau wurde um 1918 begonnen, wobei bis 1926 nur einzelne Ortschaften vor allem in der heutigen Proving Southern verbunden wurden. Ab 1961 wurden weitreichende Kreisverbindungen zwischen allen wichtigen Ortschaften des Landes gebaut.

## Straßentypen
- A-Straßen sind wichtige Hauptverbindungsstraßen (Fernstraßen), die die Hauptstadt Freetown mit den Provinzhauptstädten und anderen wichtigen Ortschaften verbinden. 2009 waren 925 der insgesamt 2332 Kilometer langen Straßen dieses Typs asphaltiert.
- B-Straßen sind Verbindungsstraßen, die vor allem kleinere Ortschaften miteinander verbinden und Verbindungen zu den A-Straßen ermöglichen. 2009 waren lediglich 46 der 2019 Gesamtkilometer asphaltiert.
- F-Straßen sind kleinere Verbindungsstraßen (englisch Feeder roads). Sie sind über ihre gesamte Länge von 4277 Kilometern nicht asphaltiert (Stand 2009)
- Straßen in bebautem Gebiet (Städte, Dörfer etc.). Hiervon gab es 2009 3000 Kilometer, wovon lediglich 80 Kilometer asphaltiert sind.[2][8]

Derzeit (Stand 2016) entspricht der Stand der Asphaltierung und Straßenausbau dem aus 2009. 8555 Kilometer sind im National Road System verzeichnet.
Eine Nummerierung von Straßen findet nicht statt. Die Straßen werden zumeist nach Endpunkten benannt, zum Beispiel Freetown–Waterloo.

### A-Straßen (Fernstraßen)
| Endpunkt 1 | Wichtige Orte (Zwischenstationen)                             | Endpunkt 2                             | Straßenart        | Länge (in km) |
| ---------- | ------------------------------------------------------------- | -------------------------------------- | ----------------- | ------------- |
| Freetown   | Waterloo Masiaka                                              | Lunsar                                 | asphaltiert       | 124           |
| Lunsar     | Port Loko Kambia                                              | Pamelao (Grenze nach Guinea)           | asphaltiert       | 98            |
| Lunsar     | Makeni                                                        | Kabala                                 | asphaltiert       | 185           |
| Masiaka    |                                                               | Mile 91                                | asphaltiert       | 70            |
| Mile 91    | Moyamba Bo Kenema                                             | Hanga                                  | asphaltiert       | 260           |
| Bo         |                                                               | Bandajuma                              | asphaltiert       | 50            |
| Freetown   | Freetown Peninsula                                            | Waterloo                               | asphaltiert       | 71            |
| Kambia     |                                                               | Kamakwie                               | nicht asphaltiert |               |
| Kabala     | Falaba Bendugu Kurubonia Kayiam Koidu/Sefadu Bunumbu Segbwema | Hanga                                  | nicht asphaltiert |               |
| Koindu     | Buedu Kailahun Pendembu Daru Joru Zimmi                       | Mano-Grenzposten (Grenze nach Liberia) | nicht asphaltiert |               |
| Daru       |                                                               | Segbwema                               | nicht asphaltiert |               |
| Mile 91    | Magburaka Yele                                                | Bo                                     | nicht asphaltiert |               |
| Lungi      |                                                               | Pepel und Port Loko                    | nicht asphaltiert |               |
| Magbuntuso | Rotifunk Bauya Moyamba                                        | Moyamba Junction                       | nicht asphaltiert |               |

## Transnationale Straßen
- Dakar-Lagos-Highway